# Trofeo Matteotti
Il Trofeo Matteotti è una corsa in linea maschile di ciclismo su strada, che si disputa attorno a Pescara, in Italia, ogni anno nel mese di luglio o agosto. Fa parte del circuito UCI Europe Tour, classe 1.1.

## Storia
La competizione nacque nel 1945 grazie all'impegno di un gruppo di appassionati di ciclismo guidati da Fulvio Perna: dopo le macerie della guerra, la gara rappresentava per gli organizzatori un messaggio di pace e libertà.
Il trofeo è stato per tre volte prova valida per il campionato italiano professionisti (negli anni 1965, 1975 e 1995) laureando campioni d'Italia rispettivamente Dancelli, Moser e Bugno. La 64ª edizione si sarebbe dovuta tenere il 2 agosto 2009, ma è stata annullata a causa della mancanza di fondi. Il manifesto della 67ª edizione, ritraente in grande evidenza Gabriele D'Annunzio, ha invece suscitato critiche per l'associazione dell'immagine del poeta, da alcuni accusato di essere sostenitore del partito fascista (anche se ciò è contestato da una parte degli storici conservatori, fra questi dal Presidente del Vittoriale degli Italiani Giordano Bruno Guerri), a quella di Giacomo Matteotti, ucciso dalla polizia politica del regime mussoliniano. Nel 2014 la corsa è stata annullata per motivi organizzativi dovuti alla mancanza di riferimenti istituzionali durante le elezioni amministrative, per poi essere riproposta dall'anno successivo. Dalla 71ª edizione la gara è spostata al mese di settembre per cercare di ridare lustro all'evento diventando una tappa di preparazione al Campionato mondiale. L'edizione del 2022, con partenza prevista il 18 settembre, è stata rimandata al 2023 a causa di problemi organizzativi.

## Percorso
Il percorso della gara attraversa la città di Pescara ma si snoda anche nelle circostanti colline, risultando in parte selettivo e tale da essere stato considerato in passato un importante test valutativo sulla condizione degli atleti in vista dei campionati del mondo, che si svolgevano in autunno. Al riguardo, sul sito web della manifestazione, gli organizzatori sottolineano che ben sei vincitori del Trofeo Matteotti hanno successivamente conquistato la maglia iridata: Ercole Baldini, Marino Basso, Felice Gimondi, Francesco Moser, Moreno Argentin e Gianni Bugno.

## Albo d'oro
Aggiornato all'edizione 2024.
| Anno | Vincitore                                | Secondo                                  | Terzo                                    |
| ---- | ---------------------------------------- | ---------------------------------------- | ---------------------------------------- |
| 1945 | Mario Ricci                              | Sergio Maggini                           | Glauco Servadei                          |
| 1946 | Gino Bartali                             | Adolfo Leoni                             | Aldo Ronconi                             |
| 1947 | Virginio Salimbeni                       | Angelo Fumagalli                         | Augusto Bontempi                         |
| 1948 | Spartaco Rosati                          | Armando Barducci                         | José Beyaert                             |
| 1949 | Giuseppe Minardi                         | Livio Isotti                             | Widmer Servadei                          |
| 1950 | Dante Rivola                             | Fausto Marini                            | Giovanni Pinarello                       |
| 1951 | Elio Brasola                             | Rinaldo Moresco                          | Remo Sabatini                            |
| 1952 | non disputato                            | non disputato                            | non disputato                            |
| 1953 | Giuseppe Doni                            | Danilo Barozzi                           | Livio Isotti                             |
| 1954 | Giuliano Michelon                        | Luciano Ciancola                         | Livio Isotti                             |
| 1955 | Giuseppe Minardi                         | Danilo Barozzi                           | Bruno Monti                              |
| 1956 | Bruno Tognaccini                         | Roberto Falaschi                         | Waldemaro Bartolozzi                     |
| 1957 | Silvano Ciampi                           | Pierino Baffi                            | Dino Bruni                               |
| 1958 | Ercole Baldini                           | Aldo Moser                               | Nello Fabbri                             |
| 1959 | Adriano Zamboni                          | Silvano Ciampi                           | Noè Conti                                |
| 1960 | Oreste Magni                             | Italo Mazzacurati                        | Fernandino Brandolini                    |
| 1961 | Angelo Conterno                          | Gastone Nencini                          | Gilbert Desmet                           |
| 1962 | Pierino Baffi                            | Bruno Mealli                             | Silvano Ciampi                           |
| 1963 | Pierino Baffi                            | Rino Benedetti                           | Franco Cribiori                          |
| 1964 | Guido De Rosso                           | Giovanni Fabbri                          | Giuseppe Sartore                         |
| 1965 | Guido De Rosso                           | Diego Ronchini                           | Ambrogio Portalupi                       |
| 1966 | Vito Taccone                             | Felice Gimondi                           | Adriano Durante                          |
| 1967 | Dino Zandegù                             | Luigi Sgarbozza                          | Michele Dancelli                         |
| 1968 | Ole Ritter                               | Michele Dancelli                         | Adriano Passuello                        |
| 1969 | Marino Basso                             | Luigi Sgarbozza                          | Adriano Durante                          |
| 1970 | Felice Gimondi                           | Vittorio Urbani                          | Costantino Conti                         |
| 1971 | Wilmo Francioni                          | Giancarlo Polidori                       | Georges Pintens                          |
| 1972 | Davide Boifava                           | Michele Dancelli                         | Emanuele Bergamo                         |
| 1973 | Roger De Vlaeminck                       | Marino Basso                             | Pierino Gavazzi                          |
| 1974 | Franco Bitossi                           | Francesco Moser                          | Giovanni Battaglin                       |
| 1975 | Francesco Moser                          | Valerio Lualdi                           | Costantino Conti                         |
| 1976 | Francesco Moser                          | Pierino Gavazzi                          | Enrico Paolini                           |
| 1977 | Wilmo Francioni                          | Carmelo Barone                           | Phil Edwards                             |
| 1978 | Francesco Moser                          | Giovanni Battaglin                       | Mario Beccia                             |
| 1979 | Giovanni Battaglin                       | Silvano Contini                          | Serge Parsani                            |
| 1980 | Silvano Contini                          | Pierino Gavazzi                          | Giovanni Battaglin                       |
| 1981 | Alf Segersäll                            | Sergio Santimaria                        | Gianbattista Baronchelli                 |
| 1982 | Moreno Argentin                          | Palmiro Masciarelli                      | Ennio Salvador                           |
| 1983 | Marino Amadori                           | Claudio Torelli                          | Moreno Argentin                          |
| 1984 | Michael Wilson                           | Daniele Ferrari                          | Stefano Giuliani                         |
| 1985 | Pierino Gavazzi                          | Palmiro Masciarelli                      | Claudio Corti                            |
| 1986 | Jørgen Marcussen                         | Pierino Gavazzi                          | Gianbattista Baronchelli                 |
| 1987 | Massimo Ghirotto                         | Tullio Cortinovis                        | Francesco Cesarini                       |
| 1988 | Ennio Salvador                           | Jørgen Marcussen                         | Rolf Sørensen                            |
| 1989 | Roberto Pelliconi                        | Marco Vitali                             | Edward Salas                             |
| 1990 | Mario Chiesa                             | Franco Ballerini                         | Stefano Giuliani                         |
| 1991 | Daniel Steiger                           | Pierino Gavazzi                          | Stefano Giraldi                          |
| 1992 | Beat Zberg                               | Marco Lietti                             | Leonardo Sierra                          |
| 1993 | Alberto Elli                             | Bruno Cenghialta                         | Marco Giovannetti                        |
| 1994 | Rolf Sørensen                            | Gianluca Bortolami                       | Davide Cassani                           |
| 1995 | Gianni Bugno                             | Paolo Lanfranchi                         | Andrea Tafi                              |
| 1996 | Andrea Ferrigato                         | Alberto Elli                             | Massimo Podenzana                        |
| 1997 | Frank Vandenbroucke                      | Daniele Nardello                         | Carlo Finco                              |
| 1998 | Francesco Casagrande                     | Stefano Cattai                           | Paolo Savoldelli                         |
| 1999 | Francesco Casagrande                     | Ivan Basso                               | Fabio Sacchi                             |
| 2000 | Jaŭhen Senjuškin                         | Massimo Donati                           | Luca Mazzanti                            |
| 2001 | Gianni Faresin                           | Luca Mazzanti                            | Daniele De Paoli                         |
| 2002 | Salvatore Commesso                       | Fabio Sacchi                             | Matteo Tosatto                           |
| 2003 | Filippo Pozzato                          | Alessandro Spezialetti                   | Claudio Bartoli                          |
| 2004 | Danilo Di Luca                           | Paolo Bossoni                            | Oscar Camenzind                          |
| 2005 | Ruggero Marzoli                          | Paolo Bailetti                           | Fortunato Baliani                        |
| 2006 | Ruslan Pidhornyj                         | Pasquale Muto                            | Raffaele Ferrara                         |
| 2007 | Filippo Pozzato                          | Alessandro Bertolini                     | Luca Mazzanti                            |
| 2008 | Paolo Bettini                            | Francesco Reda                           | Pasquale Muto                            |
| 2009 | non disputato                            | non disputato                            | non disputato                            |
| 2010 | Riccardo Chiarini                        | Leonardo Bertagnolli                     | Miguel Ángel Rubiano                     |
| 2011 | Oscar Gatto                              | Davide Rebellin                          | Miguel Ángel Rubiano                     |
| 2012 | Pierpaolo De Negri                       | Marko Kump                               | Fabio Taborre                            |
| 2013 | Sébastien Reichenbach                    | Johann Tschopp                           | Enrico Battaglin                         |
| 2014 | non disputato                            | non disputato                            | non disputato                            |
| 2015 | Evgenij Šalunov                          | Andrea Pasqualon                         | Davide Viganò                            |
| 2016 | Vincenzo Albanese                        | Manuel Belletti                          | Davide Viganò                            |
| 2017 | Sergej Šilov                             | Manuel Belletti                          | Marco Canola                             |
| 2018 | Davide Ballerini                         | Giovanni Visconti                        | Marco Tizza                              |
| 2019 | Matteo Trentin                           | Andrey Amador                            | Daniel Savini                            |
| 2020 | Valerio Conti                            | Diego Rubio                              | Daniel Savini                            |
| 2021 | Matteo Trentin                           | Jhonatan Restrepo                        | Valentin Ferron                          |
| 2022 | non disputato per problemi organizzativi | non disputato per problemi organizzativi | non disputato per problemi organizzativi |
| 2023 | Sjoerd Bax                               | Simone Velasco                           | Lorenzo Rota                             |
| 2024 | Orluis Aular                             | Alessandro Covi                          | Aleksej Lucenko                          |

## Statistiche

### Vittorie per nazione
| Pos. | Nazione                                                    | Vittorie |
| ---- | ---------------------------------------------------------- | -------- |
| 1    | Italia                                                     | 60       |
| 2    | Danimarca Svizzera                                         | 3        |
| 4    | Belgio Russia                                              | 2        |
| 6    | Australia Bielorussia Svezia Ucraina Paesi Bassi Venezuela | 1        |